# Bistum Carúpano
Das Bistum Carúpano (lat.: Dioecesis Carupaensis) ist eine in Venezuela gelegene römisch-katholische Diözese mit Sitz in Carúpano. Es umfasst einen Teil des Bundesstaates Sucre.

## Geschichte
Papst Johannes Paul II. gründete das Bistum am 4. April 2000 mit der Apostolischen Konstitution Plerique sacrorum aus einem Teil des Territoriums des Erzbistums Cumaná, dem es auch als Suffragandiözese unterstellt wurde. 

## Bischöfe von Carúpano
- Manuel Felipe Díaz Sánchez (4. April 2000–10. Dezember 2008, dann Erzbischof von Calabozo)
- Jaime Villarroel Rodríguez, seit dem 10. April 2010